# Brissalius
Brissalius is een geslacht van zee-egels uit de familie Echinoidea (zee-egels).

## Soorten
- Brissalius vannoordenburgi Coppard, 2008